# Anoplolepis melanaria
Anoplolepis melanaria é uma espécie de formiga do gênero Anoplolepis, pertencente à subfamília Formicinae.